# Medaille van Genade "Virtuti et Exemplo"
De Medaille van Genade "Virtuti et Exemplo" was een in 1764 door keizer Jozef II van het Heilige Roomse Rijk ingestelde medaille.

## Geschiedenis
De medaille behoort tot de reeks van de Medailles van Genade en meer specifiek de Medailles met het Allerhoogste Regeringsmotto maar krijgt in de faleristiek een eigen plaats omdat het een vroeg voorbeeld is van een medaille die in oorlogstijd voor betoonde moed werd verleend. De gouden Medaille van Genade "Virtuti et Exemplo" werd aan een kostbare gouden keten om de hals gedragen. De zilveren medaille werd aan een 4 vingers breed karmijn- of ponceaurood lint op de linkerborst of in het knoopsgat gedragen.
Het Latijnse regeringsmotto van Jozef II laat zich in het Nederlands als "door deugd en voorbeeld" vertalen.
De medaille is een voorloper van de latere ridderorden en militaire onderscheidingen en werd een tijdlang verleend waar de in 1557 ingestelde Militaire Orde van Maria Theresia niet gepast werd geacht. Dat ook een onderofficier de zilveren medaille met de beeltenis van de vorst kon dragen was voor de standenmaatschappij van de 18e eeuw een nieuw fenomeen. Het is een voorbeeld van het vooruitstrevende beleid van Jozef II.
De hoge waarde van de zilveren en met name die van de gouden medaille aan de gouden keten had een bijzondere betekenis; de vorsten waren vanouds gewoon om bijzondere moed of verdienste te belonen met kostbare geschenken, kostbaar uitgevoerde wapens, portretten in briljante lijstjes, gouden snuifdozen, grondbezit en pensioenen. Dat men een onderdaan evenzeer tevreden kon stellen met een kruisje aan een lint was een nieuwe ontwikkeling. Bij deze medaille waren het gebruikte goud en zilver een deel van de beloning. Het gewicht van de medaille en dat van de keten met de medaille werd dan ook uitgedrukt in een geldbedrag. Er zijn veertien verschillende Medailles van Genade "Virtuti et Exemplo" bekend.
In 1794, Oostenrijk was in de Eerste Coalitieoorlog tegen Frankrijk en Spanje betrokken geraakt, maakte de Medaille van Genade "Virtuti et Exemplo" plaats voor de door keizer Leopold I van Oostenrijk ingestelde Medaille voor Dapperheid die tot 1918 is blijven bestaan.

## Medailles

### Medailles van 1764
De eerste medaille van Jozef II als Rooms koning was geslagen in goud had een diameter van 5 centimeter. De medaille vertegenwoordigde afhankelijk van de dikte een waarde van 24, 20 of 15 dukaten. De eerste zilveren medaille was net zo groot als de gouden medaille en woog 54 gram. Er zijn ook iets kleinere zilveren medailles met een diameter van 46 millimeter en gewicht van 40 gram geslagen. Op de voorzijde was een geharnaste Jozef II met de keten van het Gulden Vlies en een openvallende koningsmantel met hermelijnen rand als jonge man afgebeeld met een lauwerkrans in het haar. Het omschrift luidt "IOSEPHUS.II.D.G.ROM.REX.S.A.GERM.REX.HVNG.BOH.&C.PRIN.HERAD.A.A.&C.". Op de keerzijde staat het vignet van de keizer, een wereldbol te midden van wolken met daarboven het alziend oog van het opperwezen binnen een driehoek. Op de wereldbol liggen zwaarden, eikenblad en lauweren. Men ziet in de onduidelijk afgebeelde attributen ook wel een scheepsroer of een spade. De stempelsnijder was A. Widdeman (1741-1774).

### Medailles van 1765
De tweede medaille in goud had eveneens een diameter van 5 centimeter en vertegenwoordigde afhankelijk van de dikte een waarde van 24, 20 of 15 dukaten. De eerste zilveren medaille was net zo groot als de gouden medaille en woog 54 gram. Er zijn ook iets kleinere zilveren medailles met een diameter van 46 millimeter en gewicht van 40 gram geslagen. Op de voorzijde was Jozef II als jonge man afgebeeld met een lauwerkrans in het haar. Het omschrift luidt "IOSEPHUS.II.D.G.IMP.G.ET H.REX. COR.ET HERES.R.H.B.A A.D.B.ET L.M.D.H.&.C.&.C.". De keizer was inmiddels immers gekroond. Op de keerzijde staat het vignet van de keizer, een wereldbol te midden van wolken met daarboven het alziend oog van het opperwezen binnen een driehoek. Op de wereldbol liggen zwaarden, eikenblad en lauweren. Men ziet in de onduidelijk afgebeelde attributen ook wel een scheepsroer of een spade. De stempelsnijder was I. N. Wirt.

### Medailles van 1766
De derde medaille in goud had wederom een diameter van 5 centimeter en vertegenwoordigde afhankelijk van de dikte een waarde van 24, 20 of 15 dukaten. De eerste zilveren medaille was net zo groot als de gouden medaille en woog 54 gram. Er zijn ook iets kleinere zilveren medailles met een diameter van 46 millimeter en gewicht van 40 gram geslagen. Op de voorzijde was Jozef II als jonge man afgebeeld met een lauwerkrans in het haar. Het langer uitgevallen omschrift luidt "IOS.II.D.G.IMP.G.ET H.REX. COR.ET HERES.R.H.B.A A.D.B.ET L.M.D.H.&.C.&.C.". Op de keerzijde staat het vignet van de keizer, een wereldbol te midden van wolken met daarboven het alziend oog van het opperwezen binnen een driehoek. Op de wereldbol liggen zwaarden en lauweren. De stempelsnijder was Christian Vinazer (1744-1782).

### Medailles van 1780
De laatste medaille in goud had een diameter van 51 millimeter en woog 54 gram. De zilveren medaille was met een diameter van 46 millimeter kleiner dan de gouden medaille en woog 40 gram. Er zijn ook in deze periode iets kleinere zilveren medailles met een diameter van 39 millimeter en gewicht van slechts 16 gram geslagen. Op de voorzijde was Jozef II als oudere man afgebeeld met een lauwerkrans in het haar. Het omschrift luidt "IOSEPHUS.II.AVGVSTUS.". Op de keerzijde staat het vignet van de keizer, een wereldbol te midden van wolken met daarboven het alziend oog van het opperwezen binnen een driehoek. Op de wereldbol liggen zwaarden en lauweren. De stempelsnijder was Johann Nepomuk Wirt (1754-1810).